# Veber János
Veber János (Sopron, 1806. július 11. – Budapest, 1890. január 9.) hírlapíró, nemzetgazdasági és törvénytudományi író, császári és királyi rendőri tanácsos, helytartótanácsi tanácsos, a Duna-Tiszai csatornatársaság titkára, 1848-ban a közmunka- és közlekedésügyi minisztérium osztálytitkára, az 1850-es években cenzor.

## Pályafutása
A gimnáziumot szülővárosában, Sopronban végezte, a filozófiát és jogot pedig Pozsonyban hallgatta. 1828-ben Bécsbe hívták nevelőnek az Eszterházy grófi családhoz. Írói pályáját ott kezdette, a hulló csillagokról értekezve, mely a bécsi Archivban jelent meg; ezenkívül számos bécsi lapba dolgozott. 1839-ben engedélyt nyert az Actionär c. folyóirat kiadására. 1840-ben Pestre került a Duna-Tiszai-csatornatársaság titkárának. Itt mint magyar író lépett fel a Magyar Gazdában és később a Világ c. politikai lapban. 1842-44-ben mint egy főrendű család képviselője jelen volt a pozsonyi országgyűlésen, ahol gróf Dessewffy Emil megismerte; ekkor mint a Budapesti Hiradó munkatársa értekezett a vízi utakról, vámszabályzatról, anyagi érdekekről. (A vámszabályzati cikkek egy külön könyvben is megjelentek.) Általában a mérsékelt haladók táborában a hazai reform minden irányában serényen működött. 
Mikor a vasutak a vízi utakat háttérbe szorították, feloszlott a Duna-Tiszai-csatornatársaság és Veber beteg családjával a budai hegyekbe visszavonult, ahol kertészkedett és a Sas-hegy kietlen pusztaságát gyümölcskertté átalakította. 1848. május 4-én a közlekedési minisztérium titkárává, 1849. november 1-jén pedig báró Geringer polgári kormányzó az építészeti ügy rendezésével megbízott választmány tagjává nevezte ki. 1851. március 1-jén a magyarországi császári és királyi helytartóság titkára lett és a helytartóság által a pesti színpadokon előadandó új színdarabok bírálásával bízták meg. 1852. augusztus 30-án a pest-budai rendőr-igazgatóságnál felállított könyvvizsgáló bizottmány elnökévé, végül 1855. január 18-án a császári és királyi rendőri főhatóság tanácsosává nevezték ki.
Tüdőgyulladásban hunyt el 84 éves korában. Felesége Lichtenberg Primitiva grófnő volt. A budai krisztinavárosi temetőben helyezték nyugalomra.

## Művei
- Paleocapa, Peter, Gutachten über die Regulirung der Theiss. Aus dem Italienischen übersetzt. Pest, 1847.
- Codex der neuen Gesetze, der vorzüglichsten diplomatischen Aktenstücke und gesetzlichen Verordnungen, welche während und nach der Bewältigung des Umsturzes zur Reorganisierrung der bürgerlichen und staatlichen. Verhältnisse für das Kronland Ungarn bis jetzt erlassen worden sind. Miteinem Wortund Sachregister. Pest, 1850-53. Két kötet. (Névtelenül.)
- Ungarn in seinen neuesten Verhältnissen und Einrichtungen, mit einer Landkarte... Pest, 1851. (Névtelenül.)